# Шарково
Шарково (болг. Шарково) — село в Болгарии. Находится в Ямболской области, входит в общину Болярово. Население составляет 207 человек.